# كهف بوستوينا
كهف بوستوينا (بالسلوفينية: Postojnska jama)‏ هو نظام كهفي كارستي طولُه 24,340 متر بالقُرب من بوستوينا التي تقع جنوب غرب سلوفينيا، ويُعتبر ثاني أطول نظام كهفي في البلاد (بعدَ نظام ميغوفيك)، ويُعتبر أيضًا واحدًا من أهم المواقع السياحية. نشأَ هذا الكهف بواسطة نهر بيفكا.

## معرض صور

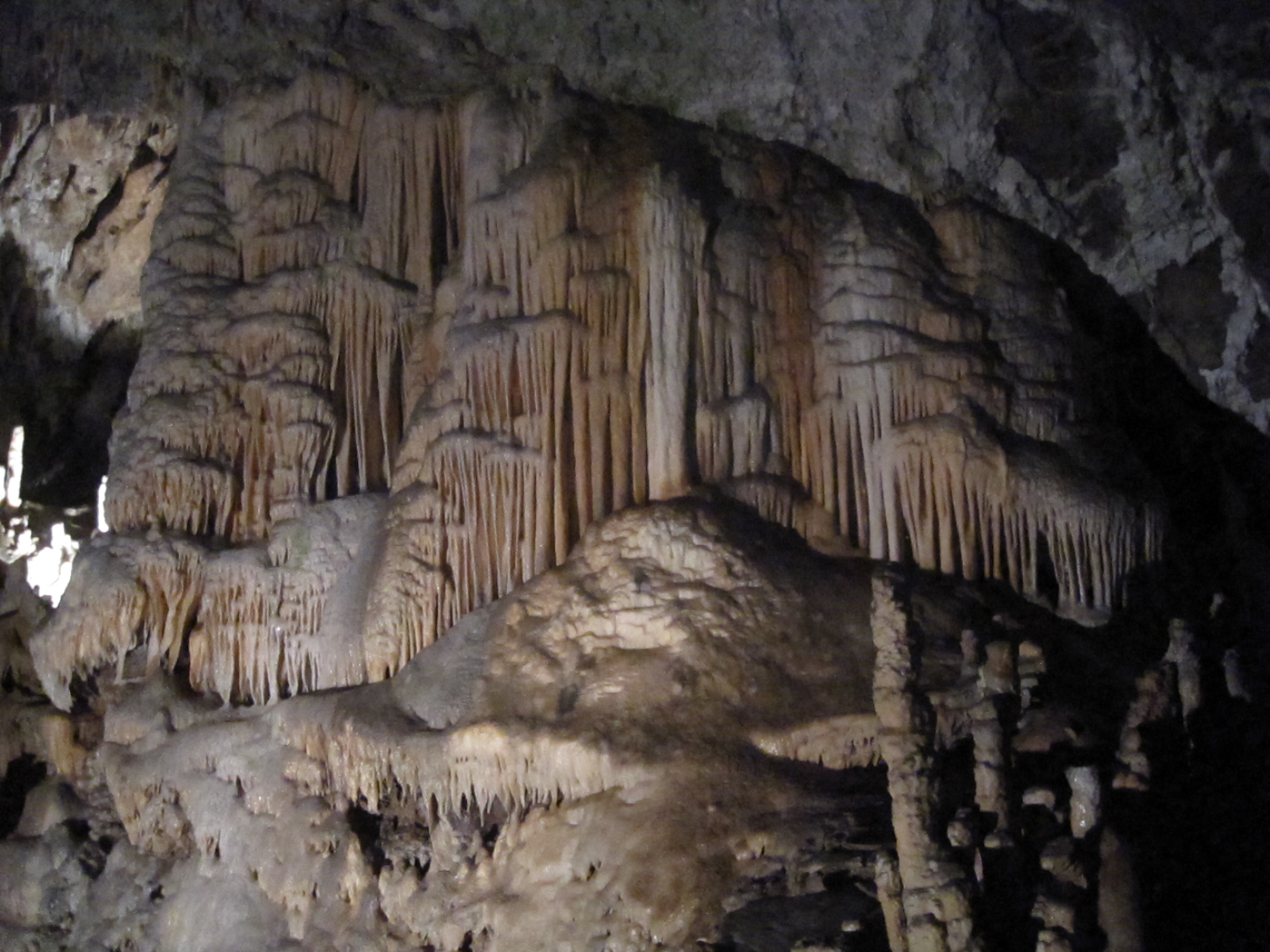
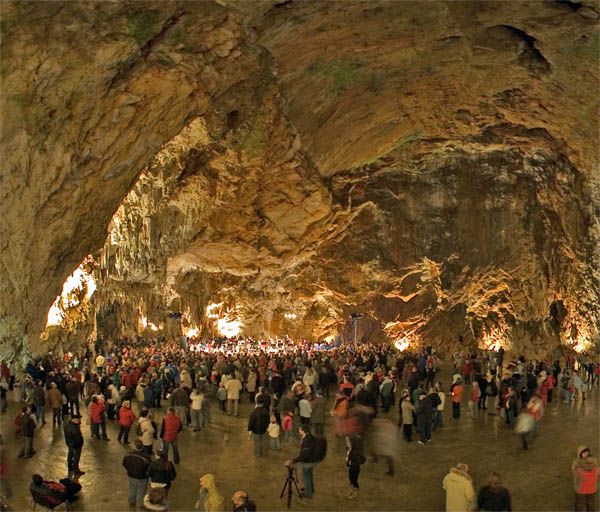
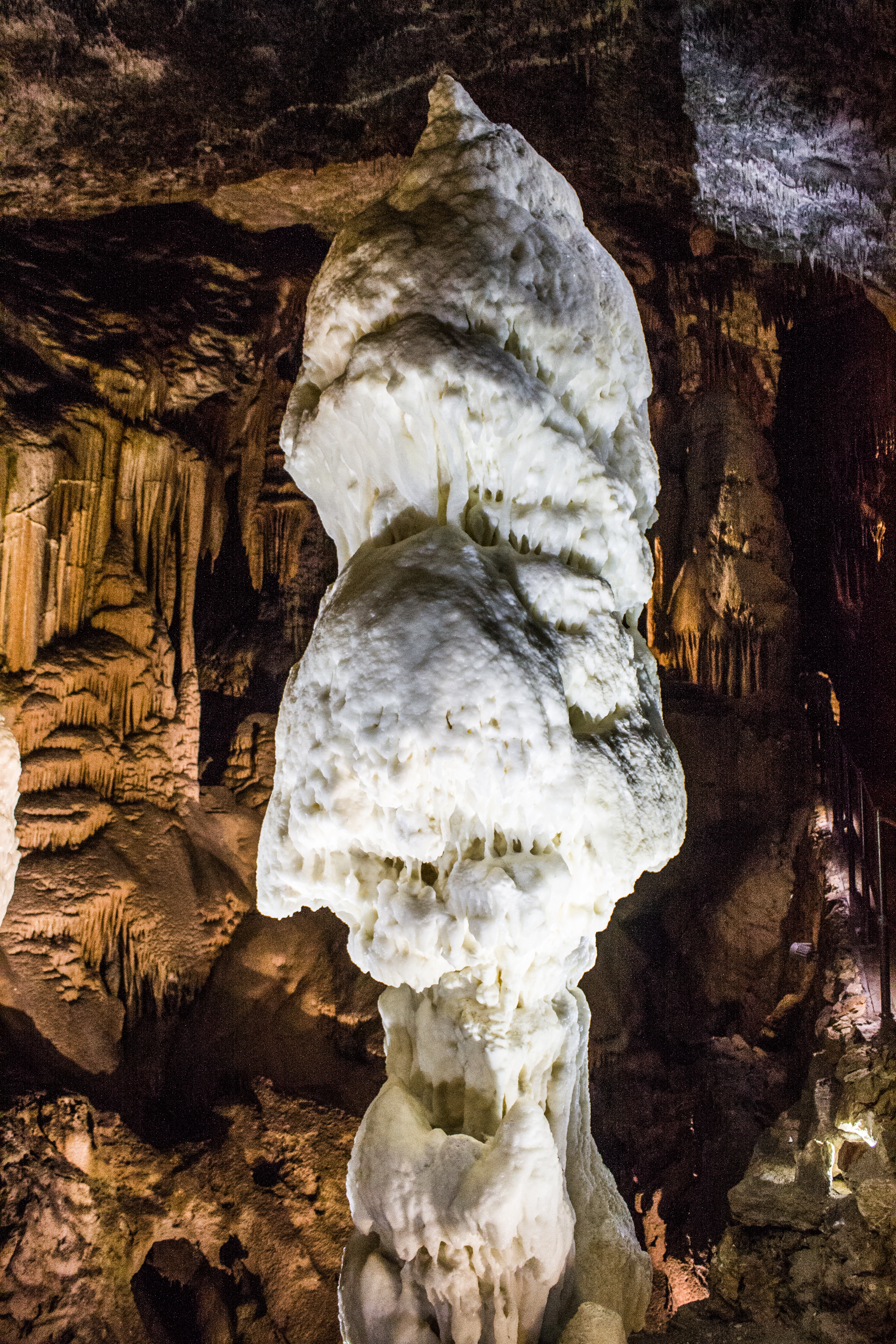
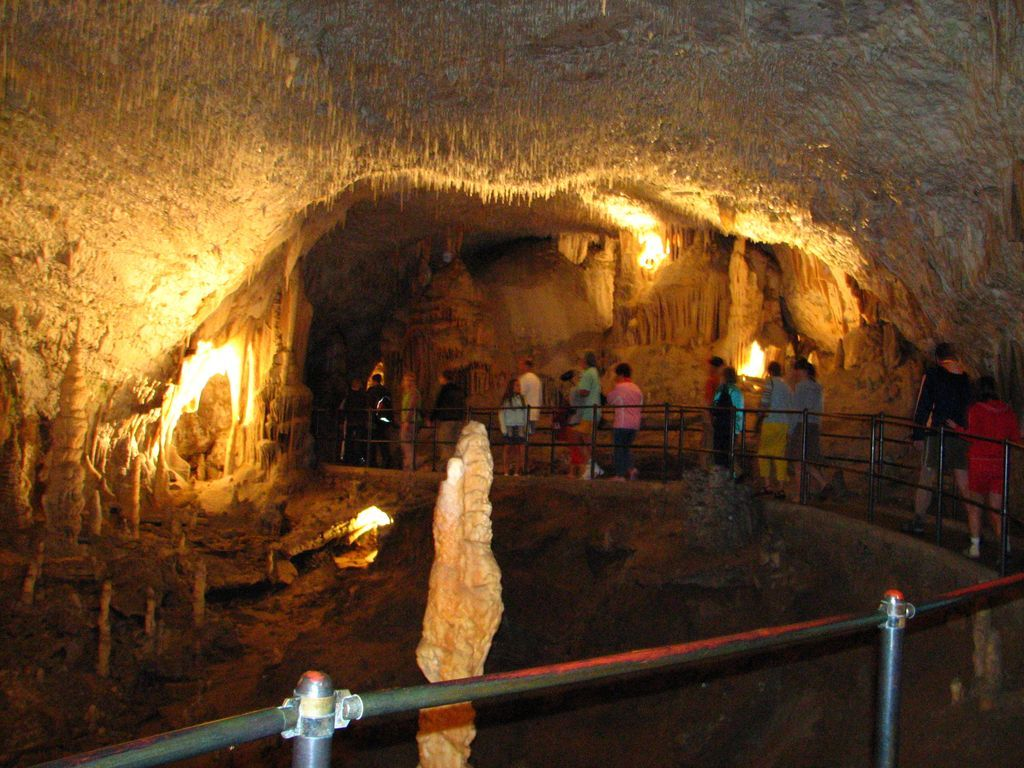
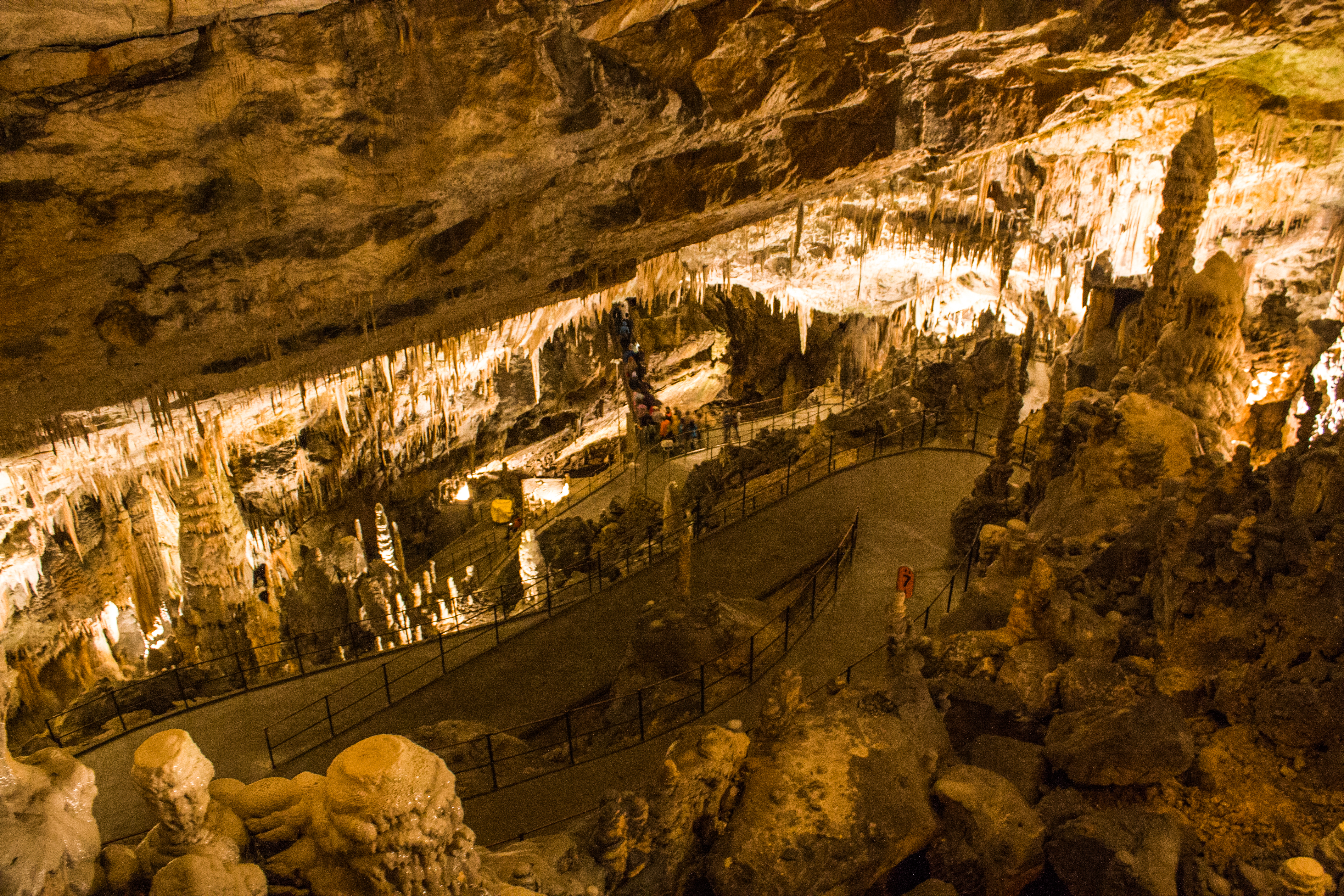